# 周吉郡
- 令制国一覧 > 山陰道 > 隠岐国 > 周吉郡
- 日本 > 中国地方 > 島根県 > 周吉郡

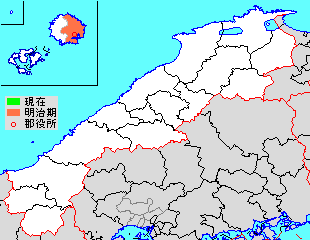
島根県周吉郡の位置

周吉郡（すきぐん）は、島根県（隠岐国）にあった郡。

## 郡域
1879年（明治12年）に行政区画として発足した当時の郡域は、隠岐郡隠岐の島町の東部（蛸木、加茂、西田、上西、原田、元屋、西村以東）にあたる。

## 歴史

### 古代
7世紀後半に、評制の次評として建てられた。701年に次郡となり、713年に周吉郡と改称したと推定される。

#### 式内社
『延喜式』神名帳に記される郡内の式内社。
| 神名帳             | 神名帳        | 神名帳 | 神名帳 | 比定社         | 比定社                     | 比定社     | 集成 |
| 社名               | 読み          | 格     | 付記   | 社名           | 所在地                     | 備考       | 集成 |
| ------------------ | ------------- | ------ | ------ | -------------- | -------------------------- | ---------- | ---- |
| 周吉郡 4座（並小） |               |        |        |                |                            |            |      |
| 賀茂那備神社       | カモナヒノ    | 小     |        | 賀茂那備神社   | 島根県隠岐郡隠岐の島町加茂 |            |      |
| 水祖神社           | ミオヤノ      | 小     |        | 水祖神社       | 島根県隠岐郡隠岐の島町港町 |            |      |
| 玉若酢命神社       | タマワカスノ- | 小     |        | 玉若酢命神社   | 島根県隠岐郡隠岐の島町下西 | 隠岐国総社 |      |
| 和気能須命神社     | ワケノスノ-   | 小     |        | 和気能須命神社 | 島根県隠岐郡隠岐の島町下西 |            |      |
| 凡例を表示         |               |        |        |                |                            |            |      |

### 近世以降の沿革

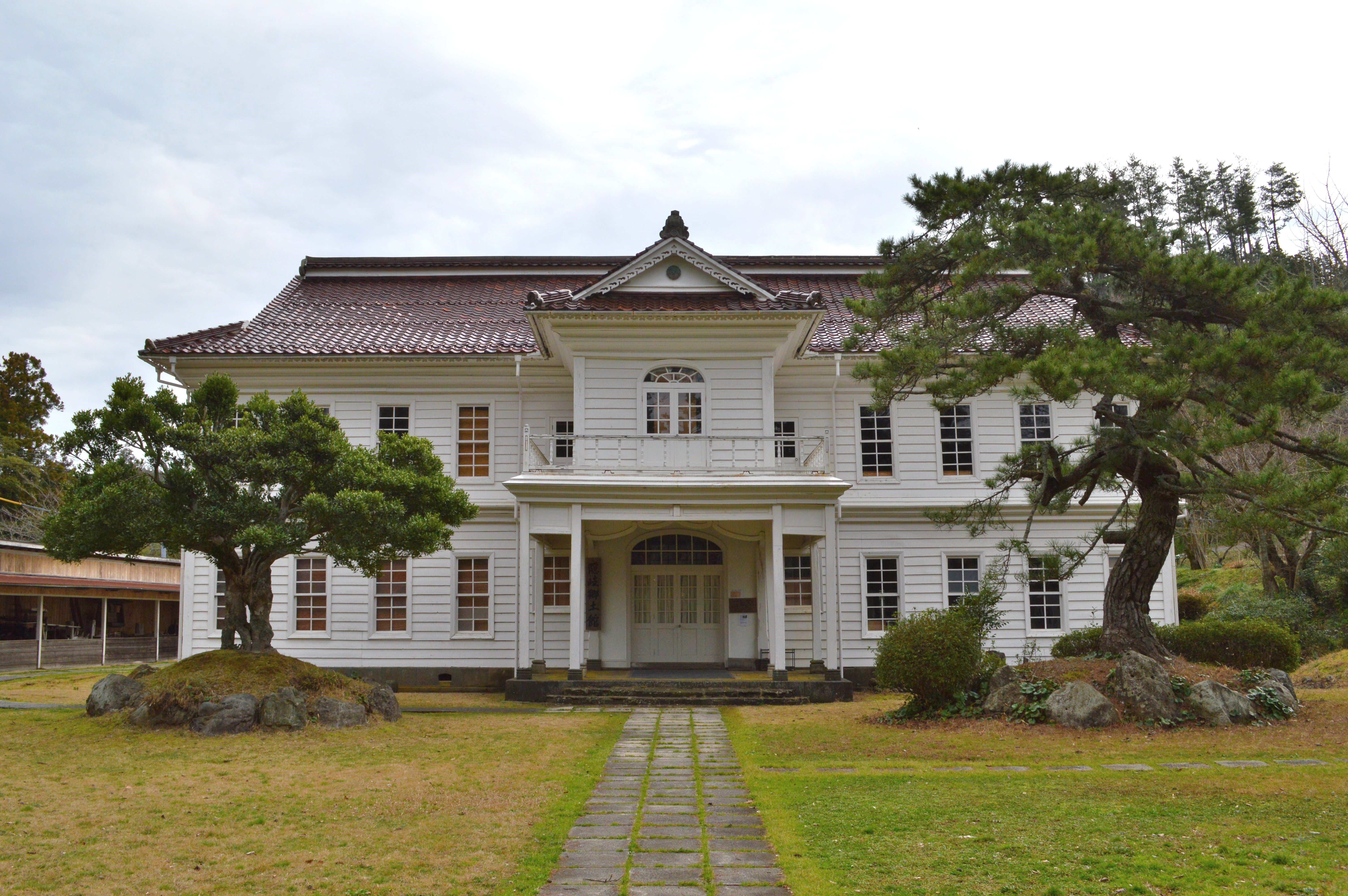
旧周吉郡・穏地郡・
海士郡・知夫郡役所1885年（明治18年）建築。現在は隠岐の島町郡に移築（隠岐郷土館）。

- 明治初年時点で、全域が幕府領（松江藩預地）であった。「旧高旧領取調帳」に記載されている村は以下の通り。（32村）

西村、湊村、中村、元屋村、飯美村、布施村、卯敷村、大久村、釜村、犬来村、津井村、飯田村、東郷村、有木村、大光寺村、尼寺村、国分寺村、原田村、上西村、上東村、平村、蛸木村、加茂村、箕浦村、岸浜村、今津村、西田村、下西村、惣社村、護国寺村、矢尾村、目貫村
- 慶応4年（1868年）
  - 3月20日（1868年4月12日） - 隠岐騒動により島民自治となる。
  - 11月6日（1868年12月19日） - 鳥取藩預地となる。
- 明治2年（1869年）
  - 2月25日（1869年4月6日） - 隠岐県の管轄となる。
  - 8月2日（1869年9月7日） - 大森県の管轄となる。
  - 廃仏毀釈により護国寺村が改称して八田村となる。
- 明治3年（1870年） - 廃仏毀釈により国分寺村が改称して池田村となる。
- 明治4年（1871年）
  - 6月25日（1871年8月11日） - 浜田県の管轄となる。
  - 11月15日（1871年12月26日） - 第1次府県統合により島根県の管轄となる。
  - 12月20日（1872年1月29日） - 鳥取県の管轄となる。
- 明治5年（1872年） - 廃仏毀釈により大光寺村が石井村に、尼寺村が小原村にそれぞれ改称。
- 明治7年（1874年）（1町25村）
  - 矢尾村・目貫村・東郷村の一部（宇屋町）が合併して西郷港町となる。
  - 津井村が飯田村に、小原村・石井村が有木村に、岸浜村が今津村に、箕浦村が加茂村にそれぞれ合併。
- 明治8年（1875年） - 上東村が上西村に、惣社村が下西村にそれぞれ合併。（1町23村）
- 明治9年（1876年）8月21日 - 第2次府県統合により島根県の管轄となる。
- 明治12年（1879年）
  - 1月12日 - 郡区町村編制法の島根県での施行により行政区画としての周吉郡が発足。「周吉外三郡役所」が中町に設置され、穏地郡・知夫郡・海士郡とともに管轄。
  - 西郷港町が分割して西町・中町・東町となる。（3町23村）
- 明治21年（1888年）4月 - 隠岐島庁が西町に設置され、「周吉外三郡役所」が廃止。以降は地域区分名称となる。

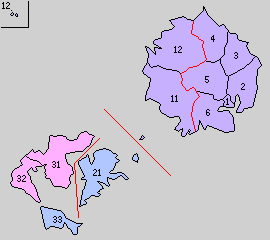
1.西郷町 2.東郷村 3.布施村 4.中村 5.中条村 6.磯村（紫：隠岐の島町 11・12は穏地郡 21は海士郡 31 - 33は知夫郡）

- 明治37年（1904年）5月1日 - 「島根県隠岐国ニ於ケル町村ノ制度ニ関スル件」の施行により、以下の町村が発足。全域が現・隠岐の島町。（1町5村）
  - 西郷町 ← 西町、中町、東町
  - 東郷村 ← 東郷村、飯田村、犬来村、釜村、大久村
  - 布施村 ← 卯敷村、布施村、飯美村
  - 中村 ← 元屋村、中村、湊村、西村、穏地郡伊後村
  - 中条村 ← 上西村、原田村、池田村、有木村、八田村、平村
  - 磯村 ← 下西村、西田村、今津村、加茂村
  - 蛸木村が穏地郡都万村の一部となる。
- 昭和29年（1954年）7月1日 - 西郷町・東郷村・中条村・磯村が合併し、改めて西郷町が発足。（1町2村）
- 昭和35年（1960年）11月1日 - 中村が西郷町に編入。（1町1村）
- 昭和44年（1969年）4月1日 - 周吉郡・穏地郡・海士郡・知夫郡の区域をもって隠岐郡が発足。同日周吉郡消滅。